# 雷定五世
聖雷定五世（拉丁語：Sanctus Caelestinus PP. V；1215年—1296年5月19日）是第192任天主教教宗，原名摩羅尼的伯多祿（義大利語：Pietro del Morrone），1294年7月5日當選教宗，同年8月29日即位至12月13日為止。雷定五世原是一名修士和隱修者，創立了本篤會的支會雷定會。在他當選教宗之前的教宗選舉已經陷入僵局達兩年之久，他在不知情下作為一個妥協人選而成為教宗。
他於1294年擔任教宗，因受不住教宗生活，而且完全沒有行政經驗，被政治家把持，於是頒佈教宗辭職教令，然後同時辭職。雖然他不是唯一的辭職教宗，但是他卻是第一位在沒有外部政治壓力下自發自願地辭職的教宗，下一位同樣自發自願地辭職的教宗是八百年之後之教宗本篤十六世。僅教宗辭職教令之外，雷定五世的其他教令和任命人選幾乎全被繼任者教宗博義八世推翻，博義八世將他軟禁在坎帕尼亞地區費倫蒂諾內的城堡，雷定五世不久去世。
1313年他被教宗克勉五世封為聖人，與他去世時僅僅相隔19年。在他以後，再沒有教宗以「雷定」為名。

## 生平

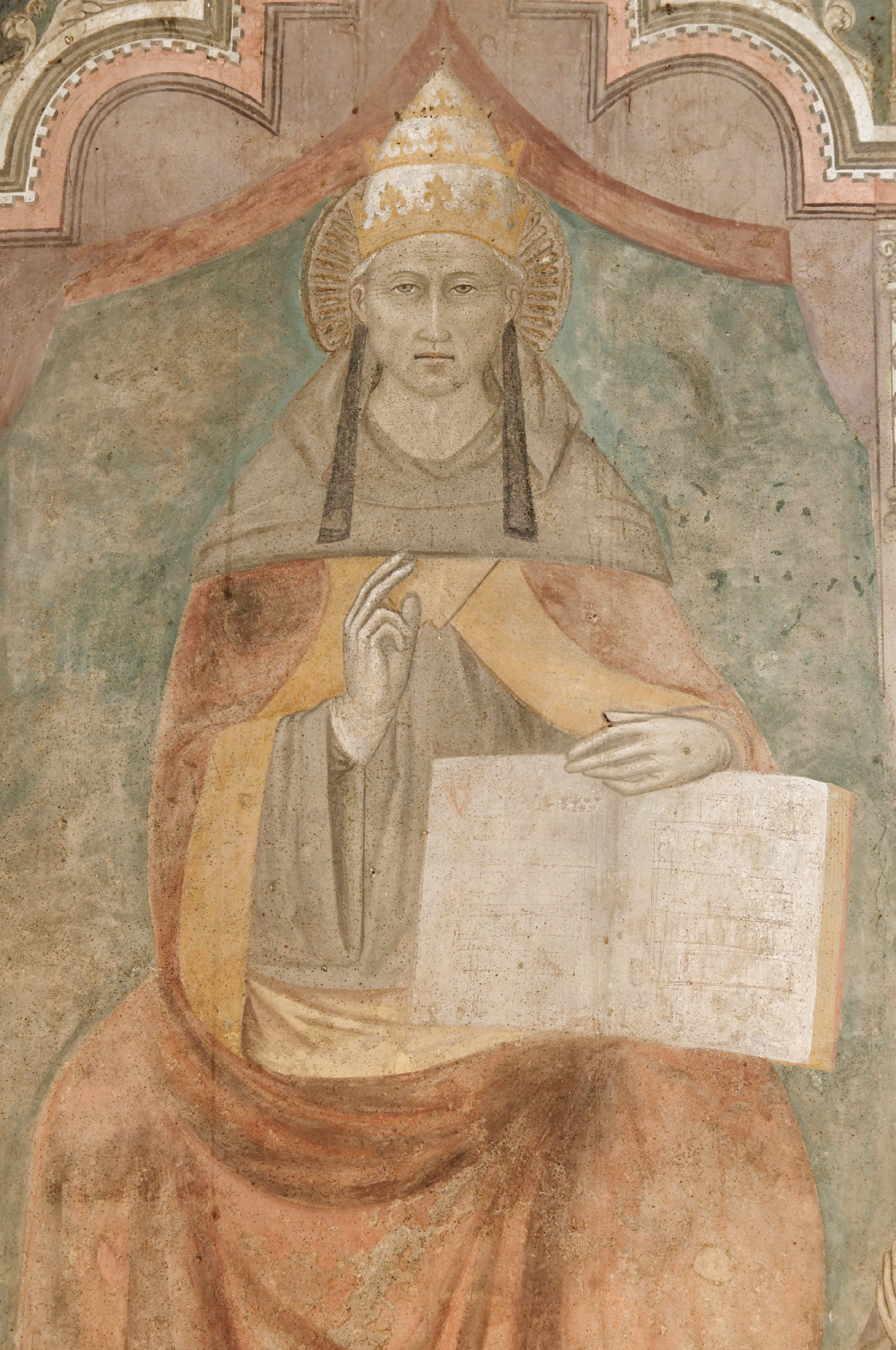
托馬索的尼科洛畫之雷定五世像，位於那不勒斯新堡

相傳他於1215年誕生在西西里王國伊塞爾尼亞一處名為聖安傑洛·林莫山勞的村莊，現為意大利莫利塞大區坎波巴索省的一部份，父母是安傑洛·安吉納列奧和瑪麗亞·塞拉利昂，他在12名子女中排名第11。
他父親在農務工作時逝世以後，母親獨自撫育他，她的宗教觀是影響伯多祿精神發展的關鍵角色，她認為兒子不會當農夫或牧羊人，而會有不凡的未來。伯多祿還是個孩子的時候，他已經表現出智慧和愛心。其後伯多祿接續家業務農，於17歲時加入天主教貝內文托總教區戴奧利地區的本篤會。其間伯多祿表現出禁慾主義和孤獨的性格，1239年開始在摩羅尼山上一個洞穴獨自修行，因此有「摩羅尼的伯多祿」稱號。
五年後他離開根據地，與兩名同伴遷到意大利中部阿布魯佐的麥耶那山上類似的洞穴修行，在此嚴格依照聖若翰洗者苦行生活的規則，實踐他的懺悔，禁食，漫長的禱告，穿著頭髮織成的襯衫和鐵鎖鏈。50年間伯多祿每日如是，他的事跡使他成為意大利眾所周知的人物，支持者蜂擁而至，按照伯多祿生活的規則作苦行修行。

## 建立雷定會
伯多祿和他的追隨者在1244年建立修會，修會後來以伯多祿的名號雷定為名，新修會成立後伯多祿建立一些規則使會眾能按照他的苦行方式修行。1264年烏爾班四世承認新修會，然而額我略十世在第二次里昂公會議壓制自第四次拉特朗公會議成立的組織，禁止她們擴張。雷定會首當其衝，於是伯多祿前往里昂，成功說服額我略十世批准他的新修會，說明雷定會是本篤會的分支，跟隨本篤會的聖本篤規則，但增加了額外嚴格程度和苦行。額我略十世將之收歸直接監控，確保教會的屬權，並賦予了她世俗豁免權。
得到額我略十世支持，雷定會發展迅速，伯多祿視為修會的「最高長老」，36座修道院超過六百名修士加入了雷定會。然而伯多祿並不志在成為修會領導人，他只想堅持自己的修行，遠離聖職，他的個性在當選教宗之後更加突顯。
當他見到修會穩定發展，伯多祿便放棄職務，隱退到僻靜的地方作孤獨的懺悔和禱告。不久，1293年由於他修行的馬耶拉修道院太過荒涼、氣候極端和破舊，被下令結束，於是遷到蘇爾莫納修會最高長老的所在地繼續修行。

## 當選教宗

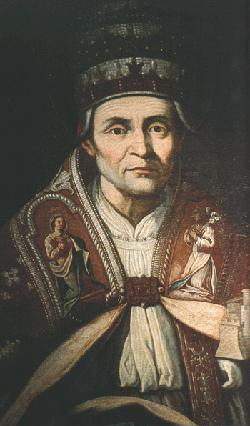
雷定五世

1292年4月教宗尼各老四世逝世，一眾樞機集中在佩魯賈作教宗選舉，最後演變成奧爾西尼家族和科隆納家族的競爭，兩派拉鋸了兩年都達不到共識。那不勒斯國王查理二世已經等待一位教宗為他加冕而非常不耐煩。作為知名的本篤會修士伯多祿向樞機團致信，表示聖靈向他感應，警告樞機團四個月內再不儘快選出教宗的話會遭受天主懲罰。
樞機團團長拉蒂諾·馬拉布蘭卡·奧爾西尼收到信後，向樞機團朗讀信件，然後大聲說：「以聖父、聖子、聖神之名，我選擇兄弟摩羅尼的伯多祿！」由於伯多祿一直遠離政治圈，既非世家大族，又年老，而且沒有行政經驗，易被操控，是一時的過渡人物之選，以解當前困局。其他樞機紛紛表態，一致選擇伯多祿，宣稱是化腐朽為神奇的一票，結束兩年來的拉鋸戰。三名樞機上山向伯多祿道賀，伯多祿對此非常恐慌，即時拒絕，甚至於根據弗朗切斯科·彼特拉克所說般嘗試逃走，眾多的修士和教徒上山在他所在的修院集會請求他就職，為他增添壓力，最終被樞機團說服，為那不勒斯國王和他的兒子匈牙利名義上的國王安茹的卡洛·馬特羅加冕。
他在1294年7月5日當選，8月29日加冕，時年79歲。查理二世運用影響力，將加冕地點轉到那不勒斯邊境小鎮阿布魯佐拉奎拉聖康林馬利奧的瑪麗亞教堂舉行，加冕後伯多祿取教宗名號為雷定五世。由於他是由無鐸品的修士一下子擢升教宗，而非腐敗的世家貴族出身，沒有道德爭議，被視為實驗當時流行的預言：「君士坦丁獻土在聖神指引下最終落入修士手中。」於是宣佈為雷定五世為君士坦丁獻土以來第一位合法教宗，民眾憧憬新教宗的統治會有不同的改變。

## 教宗任上

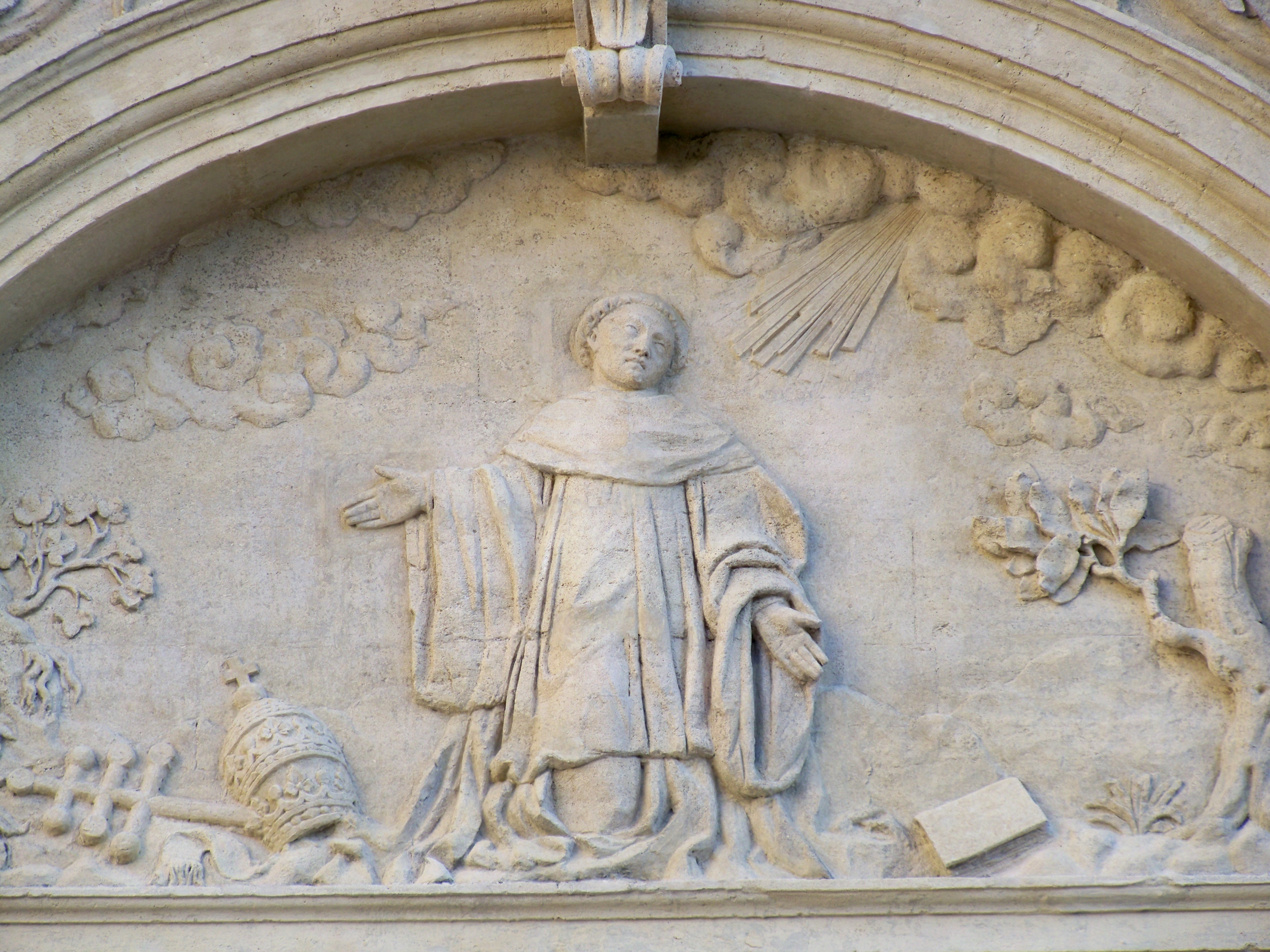
雷定五世浮雕，他身旁是被棄下的三重冕和教宗十字。

根據傳說，凡穿過週年聖門到達聖康林馬利奧的瑪麗亞教堂出席雷定五世的加冕禮者，不論出身，一律免費派發贖罪券。這事件最後演變成拉奎拉當地的節日「大赦節」，每年8月28至29日慶祝。
雷定五世即位不久發覺自己被貪污腐化和不可信任的人包圍，從拉奎拉加冕事件已證明他自己對世俗權力的干預沒有抵抗力，政治經驗全無，軟弱無能。為免觸犯傳統而引起危機，結果雷定五世要在傳統加冕地點羅馬梵蒂岡再加冕多一次，使他成為歷任教宗第一位，也是現時唯一一位加冕了兩次的教宗。在查理二世影響下雷定五世的辦公地點遷到那不勒斯王國，遠離羅馬教廷，又被查理二世掌控。他任命查理二世所喜的人員進入教會的重要機構，擢升了12位新樞機，大部份都是那不勒斯和法國籍，此擢升影響深遠，為後來亞維農教廷和天主教會大分裂的遠因。雷定五世任命進入教會的重要機構包括查理二世21歲的兒子圖盧茲的路易，為了方便一直是俗家人的他出任里昂總教區總主教，於是下達剃度令，予以未成年人可擔任的小品，雖然這些最後沒有實行。雷定五世復原額我略十世之前實行而被哈德良五世廢除的教宗選舉規則，此規則悠久且更嚴謹和秘密，以免像他之前費時日久的宗座出缺再次出現，這次選舉規則修改也使他成為最後一位公開投票產生的教宗。
他的不謹慎和對人太沒有戒心，開了多張簽了名的空白信件並流傳出外，要求進行苦修禁食又被拒絕，雷定五世開始意識到他不適合當一位教宗，有了辭職的想法。他本想將自己的職務交予三位樞機代為行使，自己則做有名無實的教宗，不過三位樞機都拒絕了。雷定五世知道解決自己的窘境只餘辭職一途，但恐怕教宗辭職不符《天主教法典》，故諮詢貝尼代托·卡爾泰尼樞機（他的後繼者波尼法爵八世）辭職的可能性。貝尼代托的意見導致雷定五世下定決心在當教宗五個月零八日後宣布辭職，1294年12月13日在新堡下達最後一個教令——《教宗辭職教令》。
「教宗如辭職，其辭職得自由為之，且應適當表明，始能生效，但不需要任何人接受。」
在正式文書中，他表示辭職原因：「謙卑地願望，為了一個更純潔的生活，為了不沾污良心，他身體不勘重負，他對人無知而乖僻，他渴求以前般生活的安寧。」在離開職務以後，退隱成為隱士。

## 退隱、死亡和封聖

聖康林馬利奧的瑪麗亞教堂

前教宗雷定五世，重新恢復為伯多祿·安吉納列奧，他的辭職受到各方反對，樞機貝尼代托·卡爾泰尼欲想成為教宗，但卻有前教宗同時在世，這是非常罕有，他有成為對立教宗之險，於是下令將伯多祿帶回羅馬監視。伯多祿得知消息逃入森林，返回蘇爾莫納繼續修行，他這想法顯然不知嚴重性，亦太天真，貝尼代托的爪牙捉住了他，伯多祿打算逃到達爾馬提亞，但再次失敗了。貝尼代托·卡爾泰尼將之軟禁在費倫蒂諾的城堡中。伯多祿主要支持者安茹伯爵卡洛二世得知消息，帶同人馬包圍城堡，請求不要辭職，修士和教徒亦遊行集會請求他不要離開職務，但這一次伯多祿堅持立場，不予理會。9日後，教宗選舉舉行，選出貝尼代托·卡爾泰尼為新教宗波尼法爵八世，伯多祿的辭職是不可逆轉了。波尼法爵八世急不及待徹除伯多祿的教令和任命，大量擴張他自己的家族。
軟禁伯多祿約九個月後，他被支持者救出，但被捉回，不久死在那裡，伯多祿的支持者宣稱他是被波尼法爵八世謀殺，波尼法爵八世將異見鎮壓。伯多祿安葬在軟禁地費倫蒂諾城堡中，後來遷到他的加冕地聖康林馬利奧的瑪麗亞教堂安葬。儘管梵蒂岡一直以來否認雷定五世遭謀殺，但轉移雷定五世葬地時學者發現他的頭骨有指甲大小之裂口，大部份學者都認為他是非正常死亡。
法國國王腓力四世素來支持雷定五世反對波尼法爵八世，克萊孟五世當選教宗之後腓力四世提名雷定五世為聖人。1313年宗教法院拜隆納家族勢力壓倒波尼法爵八世的奧爾西尼家族時，雷定五世被冊封聖典，是為聖雷定五世。

## 遺贈

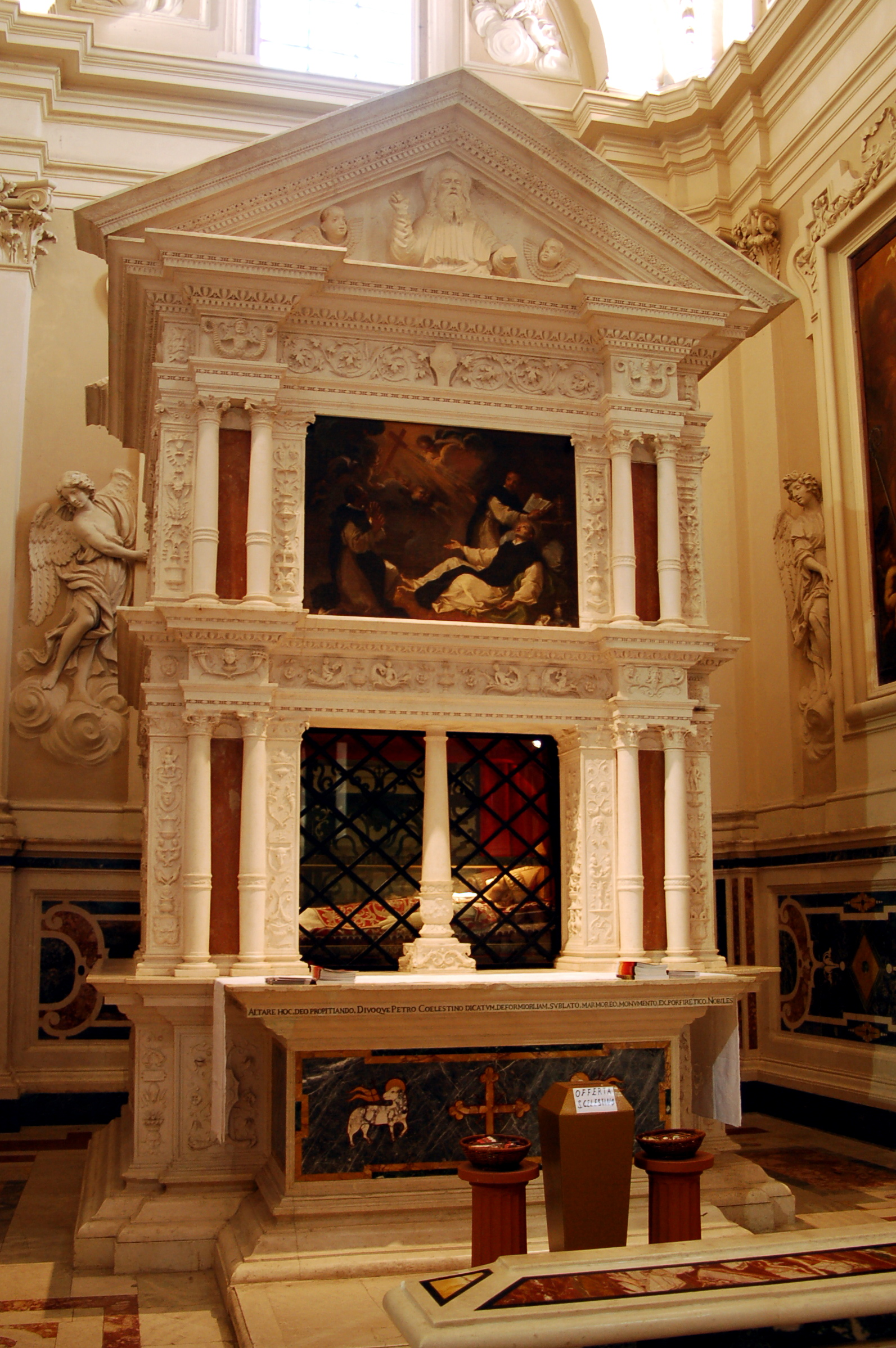
雷定五世墓

現代比較注意的是雷定五世之辭職，他為教宗辭職立下法理性依據，有時將他比喻為第一個辭職的教宗，然而早在他之前已有彭謙、本篤九世、額我略六世等教宗辭職，但是卻沒有像雷定五世般沒有外來政治壓力，自願自發地辭職。他最大的功績是恢復額我略十世教宗詔書《危險之處》教宗秘密選舉教令，秘密選舉傳統一直傳承到今日。
1966年保祿六世訪問雷定五世死亡地費倫蒂諾，演講中向雷定五世表示敬意，《時代雜誌》猜測保祿六世正考慮為教宗訂立退休政策。雷定五世遺骸遷到聖康林馬利奧的瑪麗亞教堂，所在地2009年遇上拉奎拉地震，教堂倒塌但遺骸無損，意大利國家的文物安全委員會負責人表示：「這是另一個偉大的教宗奇蹟。」教堂短時間已經重修好。2009年4月28日，本篤十六世訪問拉奎拉檢查教堂的損毀情況，雷定五世的遺骸抬出了大廳中間擺放，本篤十六世在玻璃棺前禱告，並把他2005年4月教宗就職典禮用過的羊毛披帶放在棺上作禮物後離去 。
為了紀念雷定五世誕生800週年，本篤十六世宣佈2009年8月28日至2010年8月29日為「雷定年」。2010年7月4日本篤十六世參觀拉奎拉附近的蘇爾摩納大教堂，作為雷定年儀式的一部份，本篤十六世將1294年10月10日雷定五世的遺物奉獻祭壇前。
《羅馬殉道錄》5月19日條目提到雷定五世，表示：
「在拉齊奧近拉奎拉的費倫蒂諾城堡，聖伯多祿·雷定在此誕生，他半生是阿布魯佐修士的領導人，因尊榮和奇蹟而受人崇敬，年近八旬當選教宗，選名雷定五世，但同年離棄職位獨自退隱。」

## 創作
傳統認為但丁·阿利吉耶里在作品《神曲·地獄篇》「無所作為者」一詩中不點名譴責雷定五世，他描述自己抵達靈薄獄，在神秘的詩句寫道：
「我看出、並且也認得那個人的靈魂，

他就是那曾出於怯懦而放棄重要權位的人。」
——《神曲·地獄篇》第三章《無所作為者》59至60段
《神曲》評注人格拉齊奥洛·德·班巴利奥利1324年引述但丁的兒子雅格布·阿利吉耶里的意見，認為此段含意是指雷定五世，近期的學者芭芭拉·雷諾茲也認為是可能的。弗朗切斯科·彼特拉克不同意但丁指責雷定五世怯懦，篡改移除了詩句。現代學者馬克·穆薩則認為，但丁可能指其他人，以掃、戴克里先或本丟彼拉多等等。
1346年，弗朗切斯科·彼特拉克公開《孤獨的生活》一文，讚頌雷定五世拒絕權力歸隱孤獨。
丹·布朗《天使與魔鬼》第88章引用雷定五世為其中一位遭謀殺教宗，電影版亦有相同的描述。
1968年，伊格納奇奧·斯隆將雷定五世一生改編為話劇《謙遜基督徒的故事》、1990年彼得·巴恩斯也將雷定五世一生改編為話劇《日落與榮耀》。
雷定五世的故事〈聖靈的兄弟〉是布倫丹·康奈爾的故事集《波利克拉的一生和其他童話》其中一篇短篇。

## 譯名列表
- 聖塞萊斯廷五世：《世界人名翻譯大辭典》1993年版作塞莱斯廷。
- 聖五世：香港天主教教區檔案　歷任教宗作。
- 聖切萊斯廷五世：大英綫上繁體中文版[]作切萊斯廷。
- 聖西勒士丁五世：中国大百科智慧藏　外國人名譯名對照表[]作西勒士丁。

## 外部連結
- . . 1913.
- YouTube上的A short video outlining the life of Pope Celestine V，始於1分21秒（英文）
- YouTube上的謙遜基督徒的故事 1/2，始於57分52秒（意大利文）
- YouTube上的謙遜基督徒的故事 2/2，始於43分51秒（意大利文）
- YouTube上的本篤十六世訪問拉奎拉聖康林馬利奧的瑪麗亞教堂，始於1分38秒（意大利文）